# Turma
Una turma (lat. pl. turmae, squadrone) era un'unità militare romana, la decima parte di un'ala di cavalleria legionaria.
Una turma era composta da trenta cavalieri, suddivisi in tre decurie; ogni decuria era comandata da un decurione, talvolta coadiuvato da un optio con funzioni di vice. Il decurione a capo della prima decuria era generalmente posto a capo degli altri due, e dunque dell'intera turma.

## Esercito romano

### Repubblica
Nel III e nel II secolo a.C., all'epoca delle guerre puniche e dell'espansione di Roma in Spagna e in Grecia, il nucleo dell'esercito romano era costituito dai cittadini romani, rinforzati da contingenti provenienti dagli alleati di Roma (socii). L'organizzazione della legione romana del periodo è descritta dallo storico greco Polibio (cfr. il cosiddetto "esercito polibiano"), che scrive che ogni legione di 4 200 effettivi era coadiuvata da una unità di cavalleria costituita da 300 cittadini (equites). Questo contingente era ulteriormente suddiviso in dieci turmae.
Secondo Polibio, i membri dello squadrone avrebbero eletto come loro ufficiali tre decuriones ("comandanti di 10 uomini"), dei quali il primo ad essere scelto avrebbe agito come comandante dello squadrone e gli altri due come suoi deputati. Come in tempi ancora più anteriori, questi uomini erano scelti tra le 18 centuriae dell'ordine equestre, le classi più benestanti del popolo romano, che erano sufficientemente ricchi da poter provvedere da sé all'acquisto del cavallo e dell'equipaggiamento.

### Impero

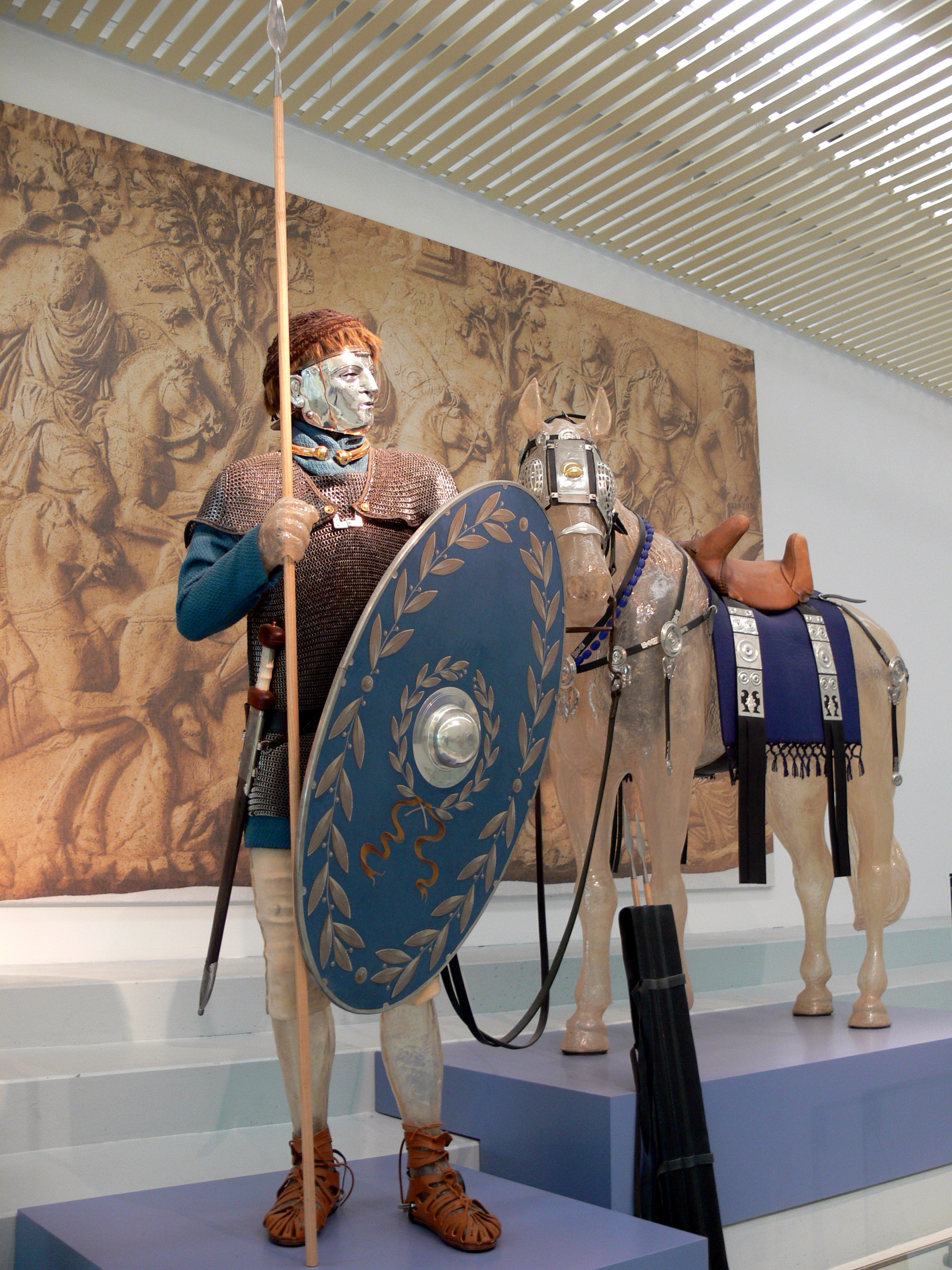
Ricostruzione di un cavaliere romano del Principato, Nijmegen

Con la riorganizzazione dell'esercito sotto l'Imperatore Augusto (r. 27 a.C. – 14 d.C.) e i suoi successori, la turma divenne la sottounità base della cavalleria, l'equivalente grossomodo della centuria per la fanteria, sia negli auxilia, che costituivano il nerbo della cavalleria romana, sia nei distaccamenti di cavalleria legionaria. La cohors equitata ausiliaria era un'unità mista combinante fanteria e cavalleria, ed esisteva in due tipi: la cohors equitata quingenaria, con una Coorte di fanteria di 480 effettivi e 4 turmae di cavalleria, e la rinforzata cohors equitata milliaria, con 800 di fanteria e 8 turmae. In modo simile, le alae di cavalleria contenevano o 16 (ala quingenaria) o 24 turmae (ala milliaria). Delle turmae individuali di soldati a cavallo di cammelli (dromedarii) appaiono anche tra le cohortes equitatae nel Medio Oriente, e l'Imperatore Traiano (r. 98–117) stabilì la prima unità di cavalleria costituita da truppe a cavallo di cammelli, la Ala I Ulpia dromedariorum Palmyrenorum.
La turma era ancora comandata da un decurio, coadiuvato da due subalterni principales (sottufficiali), un sesquiplicarius (soldato con una paga uno e mezzo volte) e un duplicarius (soldato con doppia paga), nonché da un signifer o vexillarius (un portatore di insegne militari, cfr. vexillum). Questi ranghi corrispondevano rispettivamente al tesserarius, optio, e signifer della fanteria. Le dimensioni esatte della turma sotto il Principato, tuttavia, non sono ben note: 30 uomini era la norma nell'esercito repubblicano e apparentemente nelle cohortes equitatae, ma non per le alae. La De munitionibus castrorum, per esempio, attesta che una cohors equitata milliaria annoverava esattamente 240 truppe, ovvero 30 uomini per turma, tuttavia fornisce anche il numero di cavalli per la ala milliaria, composta da 24 turmae, come 1000. Se si sottraggono i cavalli extra degli ufficiali (due per un decurio, uno per ognuno dei due sottufficiali subalterni), rimangono 832 cavalli, ma 832 non è divisibile per 24. Al contempo, Arriano afferma esplicitamente che la ala quingenaria contava 512 effettivi, suggerendo una dimensione di 32 effettivi per ogni turma.
Per quanto riguarda le legioni, durante il Principato, ognuna aveva un contingente di cavalleria organizzato in quattro turmae. Una turma legionaria era condotta da un centurione, assistito da un optio e da un vexillarius come principales maggiori. Ognuno di essi comandava una fila di dieci truppe, per un totale di 132 cavalieri in ogni legione. Il loro rango era distintamente inferiore a quello della fanteria legionaria: i centurioni e i principales delle turmae legionarie erano classificate come supernumerarii e, anche se i loro uomini erano inclusi nelle liste delle coorti legionarie, essi si accampavano separatamente da esse.
Nell'esercito tardo-romano, la turma e la sua struttura vennero conservate, con cambi unicamente nella titolatura: la turma era ancora condotta da un decurio, che conduceva anche la prima fila da dieci, mentre le altre due file venivano condotte da subalterni catafractarii, in essenza i successori dei duplicarii e sesquiplicarii dell'Alto Impero. Tracce di questa struttura apparentemente sopravvissero anche nell'esercito romano-orientale del VI secolo: nello Strategikon dell'Imperatore Maurizio, le file di cavalleria sono condotte da un dekarchos (in greco δέκαρχος?, "comandante di dieci").

## Impero bizantino
Nel VII secolo, come risultato della crisi provocata dalle conquiste islamiche, il sistema militare e amministrativo romano fu riformato: la divisione tra amministrazione civile e militare, tipica del Tardo Impero Romano, fu abbandonata, e i resti delle armate di campo dell'esercito romano-orientale furono insediati in determinati distretti, i themata, che presero il loro nome da essi. Il termine turma, nella sua trascrizione greca tourma (τούρμα o τοῦρμα), riappare a quell'epoca come la più grande suddivisione di un thema. L'armata di ogni thema (eccetto per l'Optimaton) fu divisa in due o quattro tourmai, e ogni tourma fu ulteriormente divisa in un certo numero di moirai (μοίραι) o droungoi (δροῦγγοι), che a loro volta erano composte di diverse banda (singolare: bandon, βάνδον, dal latino bandum, "bandiera").
Questa divisione era valida anche per l'amministrazione territoriale di ogni thema: tourmai e banda (ma non i moirai/droungoi) erano identificate con distretti ben definiti che servivano come loro guarnigione e area di reclutamento. Nel suo Taktika, l'Imperatore Leone VI il Saggio (r. 886–912) presenta un thema idealizzato come composto da tre tourmai, ognuna suddivisa in tre droungoi, e così via. Questa rappresentazione, tuttavia, è fuorviante, in quanto le fonti non supportano alcun grado di uniformità in dimensioni o numero di suddivisioni nei diversi themata, né una corrispondenza esatta tra territorio e divisioni tattiche: a seconda delle esigenze tattiche, tourmai amministrative più piccole potevano essere fuse insieme nel corso di una campagna e altre più grandi suddivise. Poiché l'unità elementare, il bandon, poteva annoverare tra i 200 e i 400 uomini, la tourma poteva raggiungere fino ai 6 000 soldati, anche se 2 000–5 000 soldati sembra essere stata la norma tra il VII e gli inizi del X secolo.
Ogni tourma era in genere sotto il comando di un tourmarchēs (τουρμάρχης, "comandante di una tourma"). In alcuni casi, tuttavia, un ek prosōpou, un rappresentante temporaneo dello stratēgos governante di ogni thema, poteva essere assunto al suo posto. Il titolo viene attestato per la prima volta intorno al 626, quando un certo Giorgio era tourmarchēs degli Armeniakoi. Il tourmarchēs aveva in genere sede in una città fortezza. Oltre alle sue responsabilità militari, era a capo dell'amministrazione fiscale e giudiziaria nei territori sotto la sua giurisdizione. Nelle liste delle cariche (Taktika) e sigilli, i tourmarchai in genere detenevano i titoli di spatharokandidatos, spatharios o kandidatos. Per funzione e rango, i tourmarchēs corrispondevano ai topotērētēs dei reggimenti tagmata di professione dell'Impero. I tourmarchai venivano pagati in misura diversa a seconda dell'Importanza del loro thema: quelli dei più prestigiosi temi anatolici ricevevano 216 nomismata d'oro all'anno, mentre quelli dei temi europei ricevevano 144 nomismata, la stessa quantità pagata ai droungarioi e agli altri ufficiali maggiori del thema. In alcune fonti, il termine più antico merarchēs (μεράρχης, "comandante di un meros, divisione"), che occupavano una posizione gerarchica simile nel VI–VII secolo, è usata in modo intercambiabile con tourmarchēs. Nel IX–X secolo, è spesso trovata nella forma variante meriarchēs (μεριάρχης). È stato, tuttavia, suggerito da studiosi come J.B. Bury e John Haldon che quest'ultima era una carica distinta, detenuta dai tourmarchēs che operavano a fianco dello stratēgos al governo di ogni thema e che risiedeva nella capitale tematica.
A metà del X secolo, la grandezza media della maggior parte delle unità diminuì. Nel caso della tourma, si ridusse da 2 000–3 000 uomini a poco meno di 1 000 uomini, in essenza al livello dei precedenti droungos, anche se tourmai più grandi continuano ad essere attestate anche successivamente. Non vi è probabilmente coincidenza sul fatto che il termine "droungos" andò in disuso intorno a quest'epoca. Conseguentemente, la tourma fu divisa direttamente in un numero di banda che poteva variare da cinque a sette, ognuna di 50–100 cavalieri o 200–400 fanti. Il termine tourma stesso cadde gradualmente in disuso nell'XI secolo, ma sopravvisse come termine amministrativo almeno fino alla fine del XII secolo. Dei Tourmarchai sono ancora attestati nella prima metà dell'XI secolo, ma il titolo sembra essere caduto in disuso poco tempo dopo.